# Begum Hazrat Mahal
Begum Hazrat Mahal, nata Mohammadi Khanum (in hindī बेगम हज़रत महल; Faizabad, 1820 – Katmandu, 7 aprile 1879), è stata una nobile indiana.
Nota anche solo come la Begum, fu tra i principali capi ribelli dei moti indiani del 1857 contro il dominio coloniale britannico, ed è ancora oggi considerata un'eroina nazionale in India.

## Biografia

### Origini
Nata a Faizabad, nel regno di Awadh, col nome di Mohammadi Khanum, venne presto venduta dai genitori al sovrano Wajid Ali Shah, che la incluse nel proprio harem. Col tempo riuscì a guadagnare il favore del sovrano, scalando le gerarchie di corte e divenendo la sua moglie primaria alla nascita del loro figlio Birjis Qadr, grazie alla quale ricevette il titolo di Begum Hazrat Mahal.
Durante la prima metà del XIX secolo l'India stava subendo l'aggressiva espansione coloniale del Regno Unito, e lo stesso regno di Awadh venne attaccato e conquistato dai britannici nel 1856. Wajid Ali Shah, preso prigioniero, venne esiliato a Calcutta, mentre sua moglie e suo figlio rimasero a Lucknow, capitale del regno. La conquista inglese si rivelò tuttavia solo temporanea, poiché le scarse truppe di occupazione non erano in grado di mantenere il controllo dell'intero territorio, e la Begum ne approfittò per diventare un punto di riferimento per i ribelli.

### La ribellione indiana
Allo scoppio della rivolta dei Sepoy all'inizio di maggio del 1857, Lucknow divenne ben presto uno dei centri del conflitto: la Begum, sfruttando la rabbia della popolazione, fomentò l'insurrezione contro gli occupanti inglesi, che si ritrovarono ben presto assediati a Lucknow. Dopo mesi di combattimenti i britannici furono costretti a ritirarsi dalla capitale, e la regina proclamò suo figlio nuovo re di Awadh e assunse il ruolo di regina reggente.
Presto la Begum divenne una dei capi della rivolta indiana, collaborando con gli altri principali insorti come Nana Sahib e rendendo Lucknow il cuore del movimento indipendentista, spingendo quindi molti altri indiani a ribellarsi all'autorità inglese. La regina visitava spesso le truppe per incoraggiarle all'azione, e in più occasioni guidò lei stessa l'armata ribelle contro le posizioni nemiche.
Entro il 1858 tuttavia i britannici erano riusciti a passare al contrattacco, e misero fine al potere della Begum con la conquista di Lucknow nel marzo di quell'anno.

### Esilio e morte

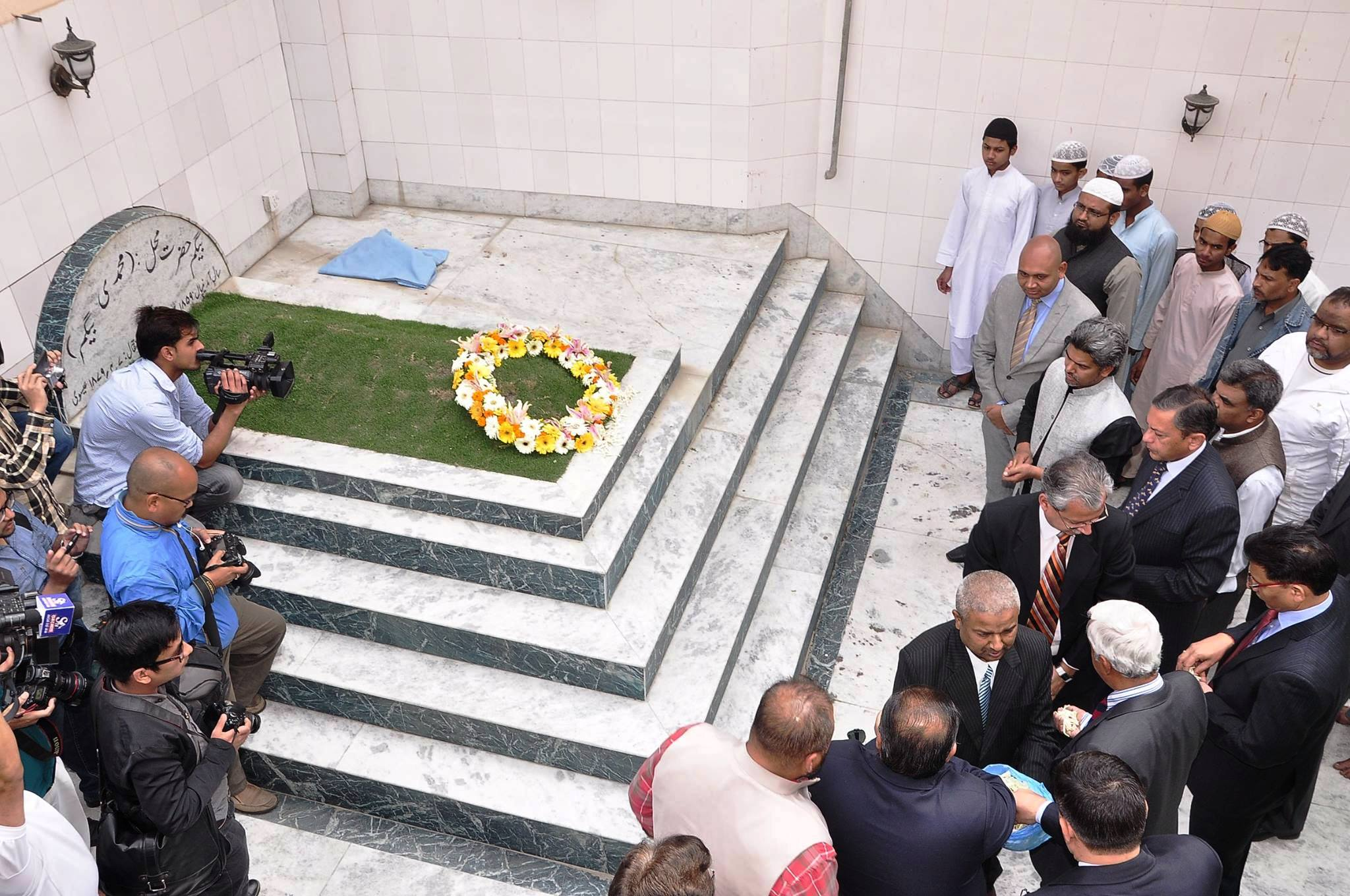
La tomba della Begum a Katmandu durante una commemorazione.

Riuscita a fuggire da Lucknow, la Begum si recò in esilio in Nepal col figlio. Le autorità nepalesi, che non si erano unite alla rivolta indiana, si mostrarono tiepide nei suoi confronti, e ciò portò la regina a considerare una nuova fuga. Gli inglesi dichiararono  che avrebbero perdonato la Begum se si fosse loro consegnata, ma temendo una trappola la regina rimase in Nepal.
Cessata col tempo l'ostilità nei suoi confronti, nel 1877 tentò di rientrare in India, ma le autorità britanniche le impedirono l'ingresso e fu così costretta a tornare indietro col figlio, morendo a Katmandu nel 1879. La sua tomba è ancora oggi visitata dai pellegrini, ed è spesso ricordata durante le celebrazioni per l'indipendenza dell'India.